# Dvinosaurus
Lo dvinosauro (gen. Dvinosaurus) è un anfibio estinto, appartenente ai temnospondili. Visse nel Permiano superiore (circa 259 - 254 milioni di anni fa) e i suoi resti fossili sono stati ritrovati in Russia.

## Descrizione
Questo animale era di taglia notevole se rapportato alla maggior parte dei suoi stretti parenti: il solo cranio era lungo 20 - 22 centimetri, e l'animale intero poteva superare il metro di lunghezza. Il cranio era triangolare e dotato di un'ampia regione posteriore, mentre quella anteriore si restringeva in un muso pressoché appuntito. Le orbite erano grandi e poste in posizione mediana. Erano probabilmente presenti branchie esterne, mentre il corpo doveva essere di forma allungata e le zampe erano molto corte. 

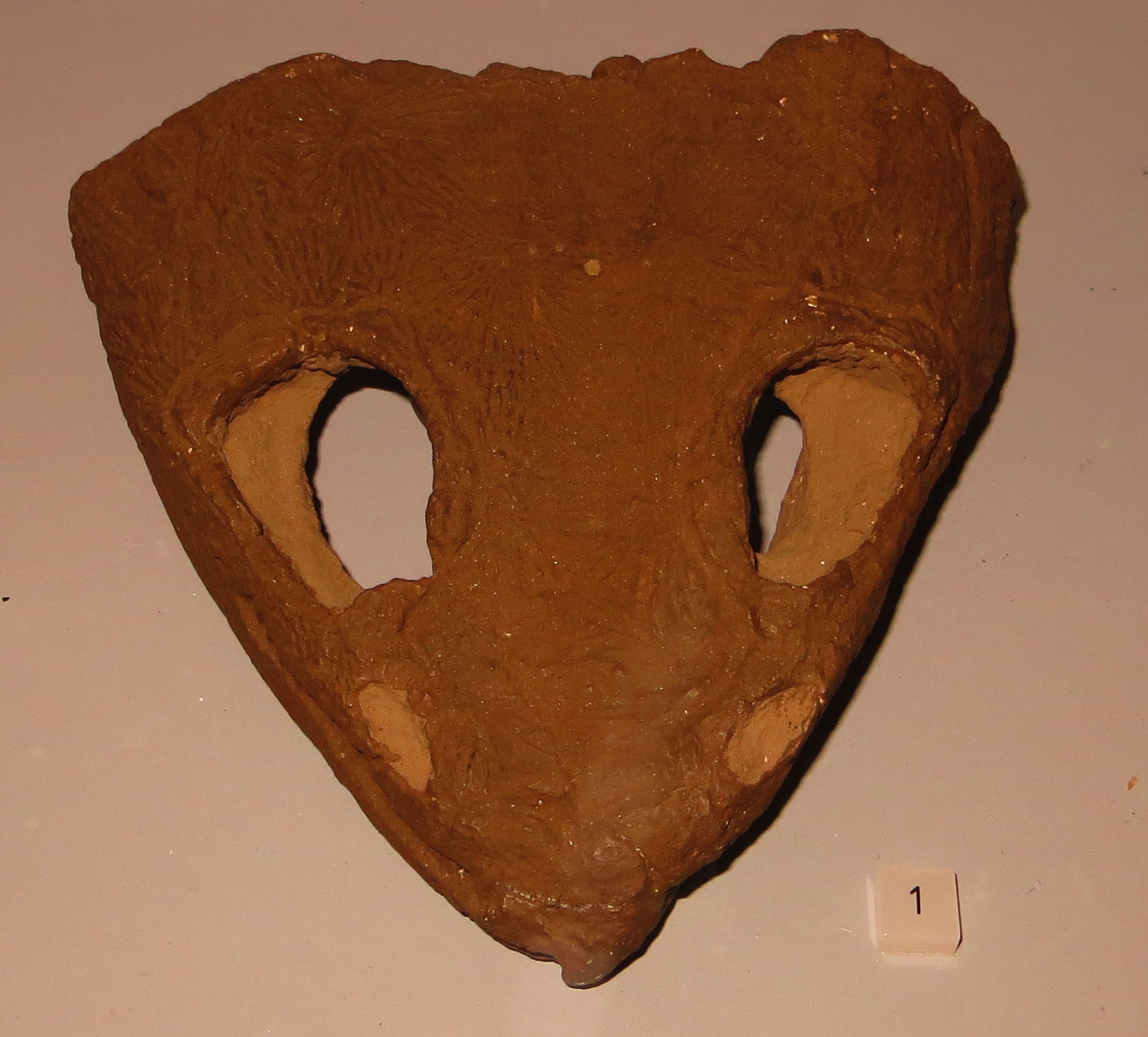
Cranio di Dvinosaurus primus

## Classificazione
Descritto per la prima volta nel 1921 da Vladimir Prokhorovich Amalitskii, Dvinosaurus è noto grazie ad alcuni resti fossili rinvenuti nella zona del fiume Dvina. Amalitskii descrisse tre specie di Dvinosaurus (D. primus, D. secundus, D. tertius) ma le ultime due sono considerate conspecifiche. Altre due specie (D. egregius, D. purlensis), sempre provenienti dal Permiano superiore russo ma da strati più recenti, vennero descritte da Mikhail Shishkin nel 1968.
Dvinosaurus è considerato un tipico rappresentante del gruppo degli dvinosauri, un enigmatico gruppo di anfibi temnospondili che sono stati variamente classificati come forme primitive ma dalla tarda apparizione nella documentazione fossile, o come forme vicine all'origine degli stereospondili (i temnospondili più evoluti). Dvinosaurus, in particolare, potrebbe essere vicino a forme come Trimerorhachis, relativamente basali nel gruppo degli dvinosauri, o a forme come Tupilakosaurus, uno degli ultimi e più derivati fra gli dvinosauri.

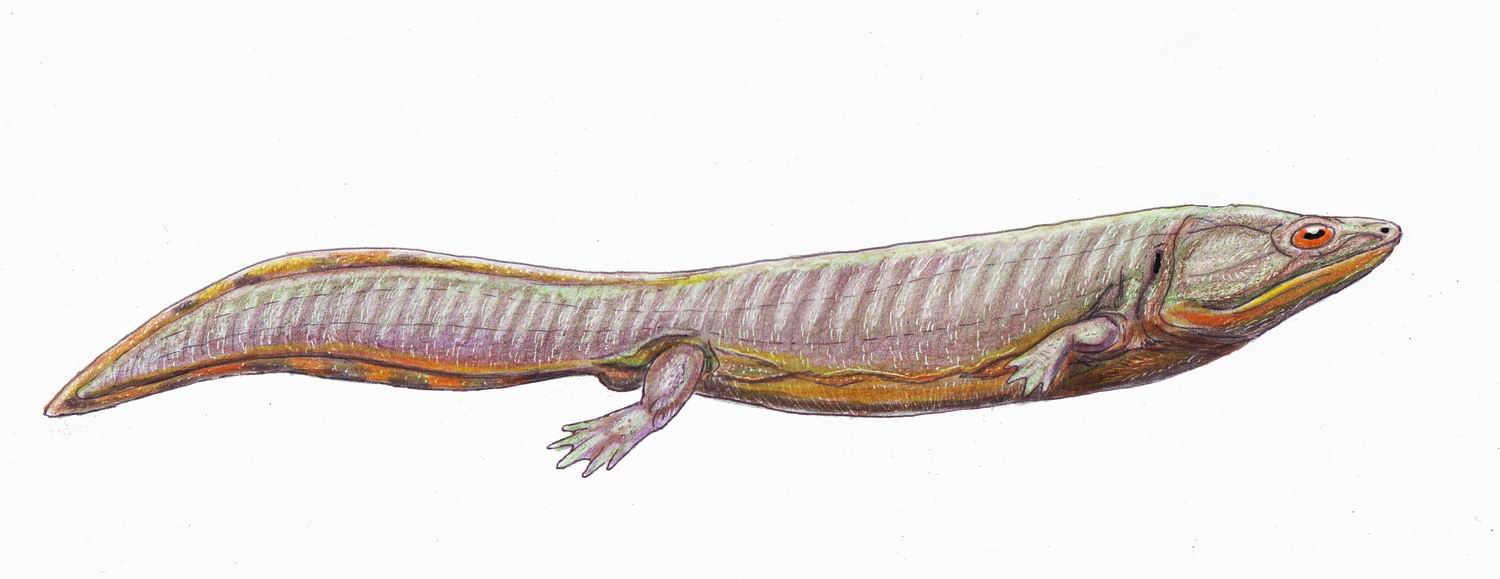
Ricostruzione di Dvinosaurus egregius

## Paleoecologia
Sulla base della morfologia, si suppone che Dvinosaurus fosse un anfibio totalmente acquatico, dallo stile di vita simile a quello dell'odierno axolotl, e probabilmente neotenico.